# Cylindrotettix dubius
Cylindrotettix dubius är en insektsart som beskrevs av Roberts 1975. Cylindrotettix dubius ingår i släktet Cylindrotettix och familjen gräshoppor.

## Underarter
Arten delas in i följande underarter:
- C. d. dubius
- C. d. peruvianus